# Danmarks Radio
DR, anteriorment Danmarks Radio, és la corporació de radiodifusió pública de Dinamarca. Va ser fundada en 1925 i actualment és l'empresa de mitjans de comunicació més gran del país. La seva programació és de servei públic: gestiona vuit emissores de ràdio (quatre en freqüència modulada), sis canals de televisió, serveis informatius i un lloc web.
DR és un dels membres fundadors de la Unió Europea de Radiodifusió, creada el 12 de febrer de 1950. També forma part de l'associació escandinava Nordvision.

## Història
L'1 d'abril de 1925 van començar les emissions de Statsradiofonien, la primera emissora pública de ràdio a Dinamarca. El seu desenvolupament va ser molt ràpid i un any després ja comptava amb els seus propis butlletins informatius (Radioavisen). En 1927 va expandir la seva cobertura en tot el territori nacional gràcies a la instal·lació d'una emissora d'ona mitjana a Kalundborg.
Durant la Segona Guerra Mundial les emissions de la ràdio danesa van estar controlades per les forces d'ocupació nazis, per la qual cosa els habitants havien de recórrer a la BBC o a la radio sueca per a informar-se sense censura. Quan el conflicte va acabar, Statsradiofonien va tornar a la normalitat i es va reforçar el seu paper de servei públic per a evitar qualsevol manipulació. L'empresa es va traslladar en 1941 a unes noves instal·lacions a Frederiksberg.
En 1951 va consolidar la seva activitat amb la creació de la segona cadena de ràdio (DR P2) i del primer canal de televisió (DR1), que va començar a emetre en proves el 2 d'octubre. Aquest servei es va desenvolupar amb la seva pròpia seu (TV-Byen) a Gladsaxe, la creació dels serveis informatius en 1965 i les primeres proves en color el 1967. Quant a la ràdio, es va establir una xarxa de canals regionals en 1960 i es va consolidar l'emissió en estèreo el 1968 gràcies a la freqüència modulada.
El naixement de TV2 va acabar amb el monopoli públic de DR, que va reforçar el seu paper de servei sense deixar de competir enfront dels mitjans privats. DR1 va ser l'única televisió pública del país fins que a l'agost de 1996 es va crear l'alternativa DR2. Aquest mateix any es va modificar el nom de l'empresa a l'abreviació DR. Com les seus de ràdio i televisió estaven separades, el Govern danès va decretar en 1999 la unificació de totes les instal·lacions en un únic complex, el DR Byen de Copenhaguen, que es va inaugurar el 31 de març de 2006. Des de 2009 compta amb dos canals temàtics en televisió digital terrestre: DR Ramasjang (infantil) i DR K (cultural), així com el senyal DR HD en alta definició, reconvertida en el tercer canal juvenil DR3 en 2013.
Com a conseqüència d'una retallada pressupostària, està previst que DR reestructuri la seva oferta entre 2019 i 2023. El servei de ràdio comptarà amb cinc emissores enfront de les vuit actuals, mitjançant la desaparició dels senyals digitals. D'altra banda, la televisió només mantindrà els canals DR1, DR2 i DR Ramasjang.

## Organització

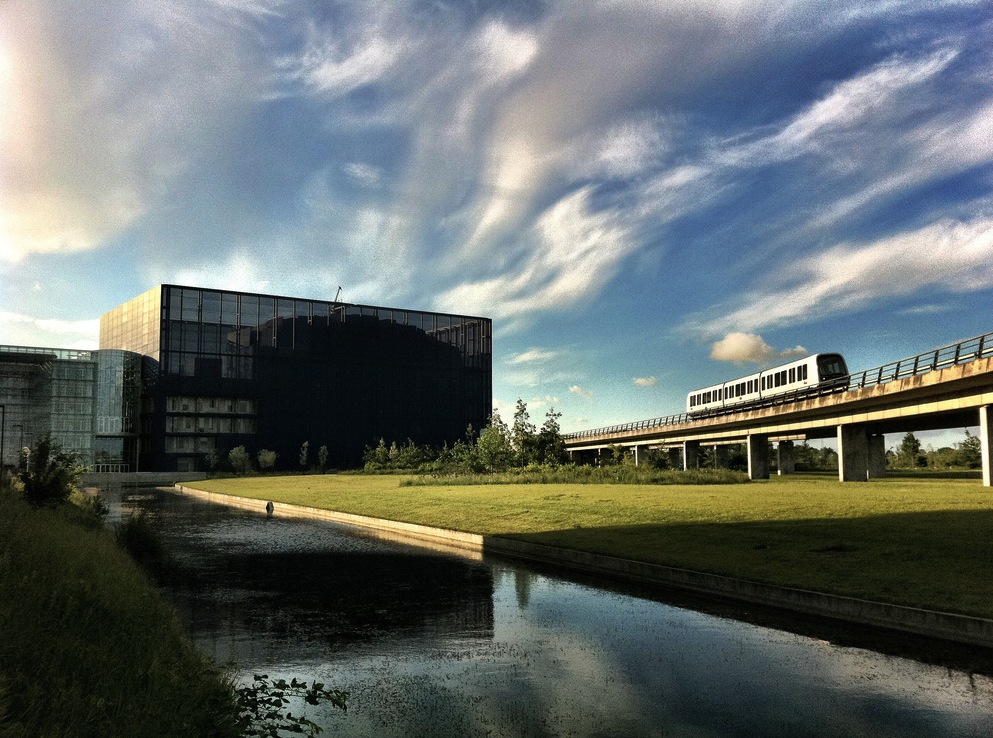
DR Byen, seu central de DR a Copenhague.

DR és una empresa estatal. La seva direcció és a càrrec d'un consell executiu d'11 membres, escollits per un període de quatre anys. Tres d'ells, inclòs el president, són seleccionats pel ministeri de Cultura; sis pel Folketing (Parlament de Dinamarca) i dos pels empleats de la corporació. Les seves funcions són controlar les finances i assegurar-se que es respecta la Llei de Radiodifusió danesa.
Per sota es troba el consell d'administració, que s'encarrega de la programació i de l'activitat habitual, i és l'òrgan més visible al públic. Els seus membres són triats pel consell executiu. La directora des de 2011 és Maria Rørbye Rønn.
El grup es finança amb un impost directe bianual que recapta la DR Licens, un organisme integrat en DR. Es cobra a entitats comercials i a ciutadans a partir de la majoria d'edat, establerta als 18 anys, i independentment de l'ús que aquests facin dels mitjans públics. En el cas dels particulars hi ha dues taxes: una de ràdio (només cobreix reproductors) i una altra de mitjans, que contempla pràcticament qualsevol objecte que pugui reproduir imatges, incloses les connexions a internet. A canvi, el pagament cobreix totes les possessions del pagador, la seva parella i els seus fills. Els pensionistes poden acollir-se a un descompte del 50% i els estudiants no estan obligats a afrontar-lo. Com a contrapartida, DR no pot emetre publicitat.
La programació de DR es regeix per quatre pautes:
- Generar valor per a la societat, cultura i ciutadania danesa
- Establir en els seus espais uns estàndards de credibilitat, independència, equilibri, varietat i qualitat
- Oferir una programació de qualitat en tots els gèneres
- Adaptar-se als canvis i desenvolupament dels mitjans de comunicació per a mantenir els vincles amb la societat

## Serveis

### Ràdio

#### Emissores en FM

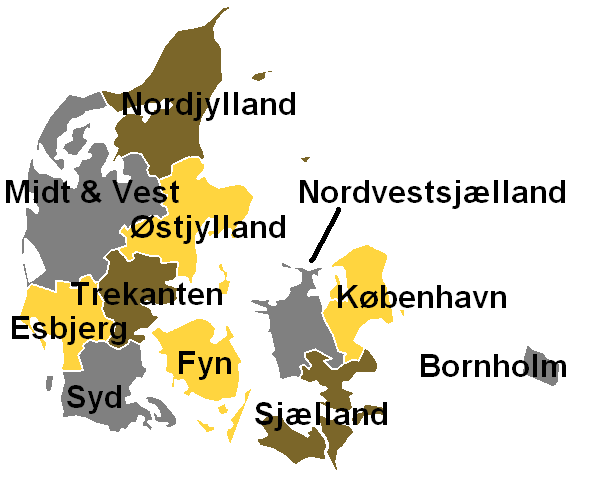
Mapa amb la divisió regional de DR P4.

Emeten en freqüència modulada i DAB.
- DR P1: Cadena informativa amb programes d'entreteniment i de servei públic. Es va fundar en 1926 i va ser la primera ràdio danesa.
- DR P2: Emet música clàssica, jazz, drames i esdeveniments culturals i artístics. Es va crear en 1951.
- DR P3: Especialitzada en música, entreteniment i esports. Disposa de butlletins informatius. Es dirigeix a un públic jove. Va començar les seves emissions en 1963.
- DR P4: Cadena amb desconnexions locals que barreja radiofórmula i serveis informatius. Està formada per 11 emissores regionals i és líder d'audiència.

#### Emissores en DAB
A més de les quatre primeres cadenes, DR compta amb cadenes exclusives per a DAB.
- DR P5: Clàssics del pop
- DR P6 Beat: Pop-rock e indie
- DR P7 Mix: Pop i soul
- DR P8 Jazz: Jazz

### Televisió

Logotip històric de Danmarks Radio, en ús fins 2013.

- DR1: Fundada el 2 d'octubre de 1951. La seva programació és generalista i és el canal de televisió amb més audiència de la corporació.
- DR2: Fundada el 30 d'agost de 1996. Emet sèries, espais culturals, documentals i una programació alternativa a la popular DR1.
- DR3: Fundada el 28 de gener de 2013, en substitució del canal de alta definició. Està dirigida a un públic entre els 15 i 39 anys. Emet sèries internacionals, esport, cinema, documentals i entreteniment.
- DR K: Canal amb programació cultural, educativa i artística. Va entrar en l'aire l'1 de novembre de 2009.
- DR Ramasjang: Canal infantil per a nens menors de 7 anys. Va entrar en l'aire l'1 de novembre de 2009.
- DR Ultra: Canal infantil per a nens de 7 a 12 anys. Va entrar en l'aire el 4 de març de 2013.